# Reinaldo Gomes
Reinaldo Gomes (* 2. listopad 1954, Bissau) je bývalý portugalský fotbalista guinejsko-bissauského původu, útočník. 

## Fotbalová kariéra
Začínal v nižších soutěžích v týmech SC Vila Real, FC Famalicão a SC Régua. Portugalskou ligu hrál za Benfiku Lisabon, Boavistu Lisabon, SC Braga a Varzim SC, nastoupil ve 161 ligových utkáních a dal 60 ligových gólů. V roce 1980 získal s Benfikou mistrovský titul a v letech 1980 a 1981 portugalský pohár. V Poháru mistrů evropských zemí nastoupil ve 3 utkáních, v Poháru vítězů pohárů nastoupil ve 4 utkáních a dal 1 gól a v Poháru UEFA nastoupil v 6 utkáních a dal 2 góly. Za portugalskou reprezentaci nastoupil v letech 1979-1983 v 6 utkáních a dal 1 gól. 

## Ligová bilance
| Ročník                        | Zápasy | Góly | Klub             |
| ----------------------------- | ------ | ---- | ---------------- |
| 2. portugalská liga 1974/1975 | -      | -    | FC Famalicão     |
| 2. portugalská liga 1975/1976 | -      | -    | SC Régue         |
| 2. portugalská liga 1976/1977 | -      | -    | FC Famalicão     |
| 2. portugalská liga 1977/1978 | -      | -    | FC Famalicão     |
| 1. portugalská liga 1978/1979 | 29     | 17   | Benfica Lisabon  |
| 1. portugalská liga 1979/1980 | 24     | 15   | Benfica Lisabon  |
| 1. portugalská liga 1980/1981 | 15     | 4    | Benfica Lisabon  |
| 1. portugalská liga 1981/1982 | 17     | 8    | Benfica Lisabon  |
| 1. portugalská liga 1982/1983 | 27     | 9    | Boavista Porto   |
| 1. portugalská liga 1983/1984 | 22     | 4    | Boavista Porto   |
| 1. portugalská liga 1984/1985 | 17     | 3    | SC Braga         |
| 2. portugalská liga 1985/1986 | 25     | 15   | GD Estoril Praia |
| 1. portugalská liga 1986/1987 | 10     | 0    | Varzim SC        |
| CELKEM 1. portugalská liga    | 161    | 60   |                  |